# Jedermann

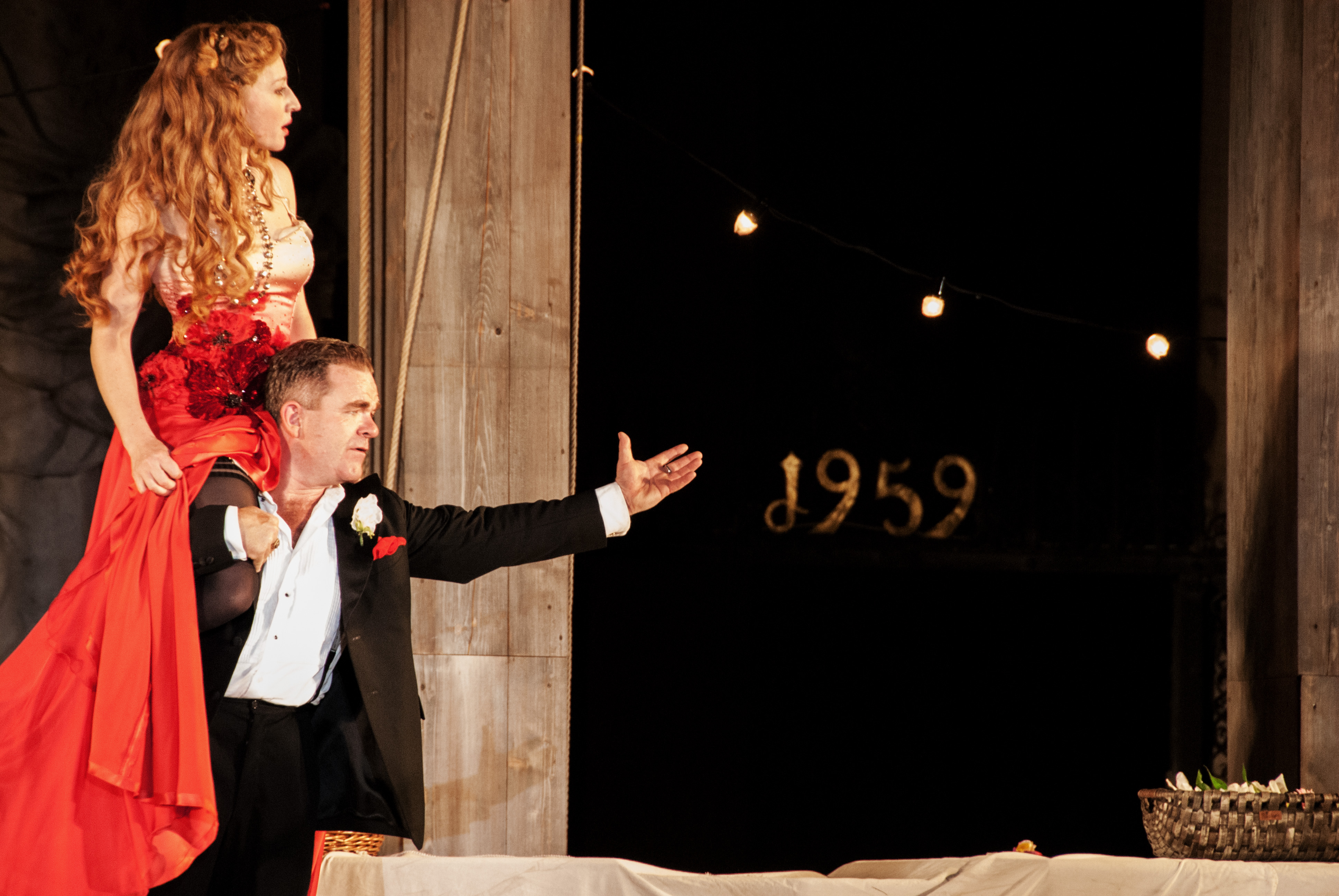
Jedermann und Buhlschaft, Salzburger Festspiele 2014

Jedermann. Das Spiel vom Sterben des reichen Mannes ist ein Theaterstück von Hugo von Hofmannsthal. Es wurde am 1. Dezember 1911 im Berliner Zirkus Schumann unter der Regie von Max Reinhardt uraufgeführt. Die Titelrolle verkörperte Alexander Moissi. Das Bühnenbild der Uraufführung entwarf Ernst Stern. Seit 1920 wird das Stück jedes Jahr bei den von Reinhardt und Hofmannsthal begründeten Salzburger Festspielen aufgeführt.
Nach dem Vorbild spätmittelalterlicher Mysterienspiele, Hans Sachs’ Von dem sterbenden reichen Menschen, Hekastus genannt (1549), dem Schulddrama Hecastus (1539) von Georgius Macropedius und anderen dramatischen Bearbeitungen aus der frühen Neuzeit (Elckerlijc/Everyman, Homulus) treten im Jedermann neben den Figuren von Gott und Teufel auch der Tod, der Mammon, der Glaube und andere abstrakte Begriffe als Personifikationen auf. Der wohlhabende Jedermann sieht sich unerwartet mit dem Tod konfrontiert, der ihn vor seinen Schöpfer führen will. Weder sein treuer Knecht noch seine Freunde noch sein Geld wollen ihn ins Grab begleiten. Erst der Auftritt seiner Werke und des Glaubens bringen ihn dazu, sich zum Christentum zu bekennen und als reuiger Bekehrter ins Grab zu steigen.

## Inhalt
Als Gott sieht, dass man ihn auf der Erde nicht mehr schätzt, beschließt er, die Menschen durch den Tod wieder an seine Macht zu erinnern. Er trägt dem Tod auf, zu Jedermanns Haus zu gehen und ihn vor das göttliche Gericht zu rufen.
Eines Tages befiehlt Jedermann nun dem Hausvogt, dass er ihm einen Geldsack bringe, damit er das Grundstück, das er kaufen will, bezahlen kann. Er will dort einen Lustgarten anlegen, den er seiner Buhlschaft (seiner Geliebten) schenken will. Auf dem Weg dorthin begegnet Jedermann einem armen Nachbarn, der ihn um Geld bittet. Doch Jedermann gibt ihm nur einen Schilling. Als der Nachbar an seinen christlichen Glauben appelliert und mehr Geld will, weil er selbst einmal reich war, schickt Jedermann ihn fort. Kurz darauf trifft er auf einen Schuldner von ihm, der ihn bittet, seinen Schuldbrief zu zerreißen. Doch Jedermann verweigert dies und lässt ihn einsperren. Jedermann kennt kein Erbarmen, doch weil die Frau des Schuldners so sehr weint, erklärt er sich bereit, ihr und ihren Kindern Unterhalt und Verköstigung zu zahlen. Nach der Begegnung vergeht Jedermann die Lust, das Grundstück für den Lustgarten zu besichtigen, und er beschließt zu seiner Buhlschaft zu gehen. Doch kaum verlässt Jedermann das Haus, trifft er seine Mutter. Diese hält ihm, wie schon oft, sein Verhalten zu Gott vor.

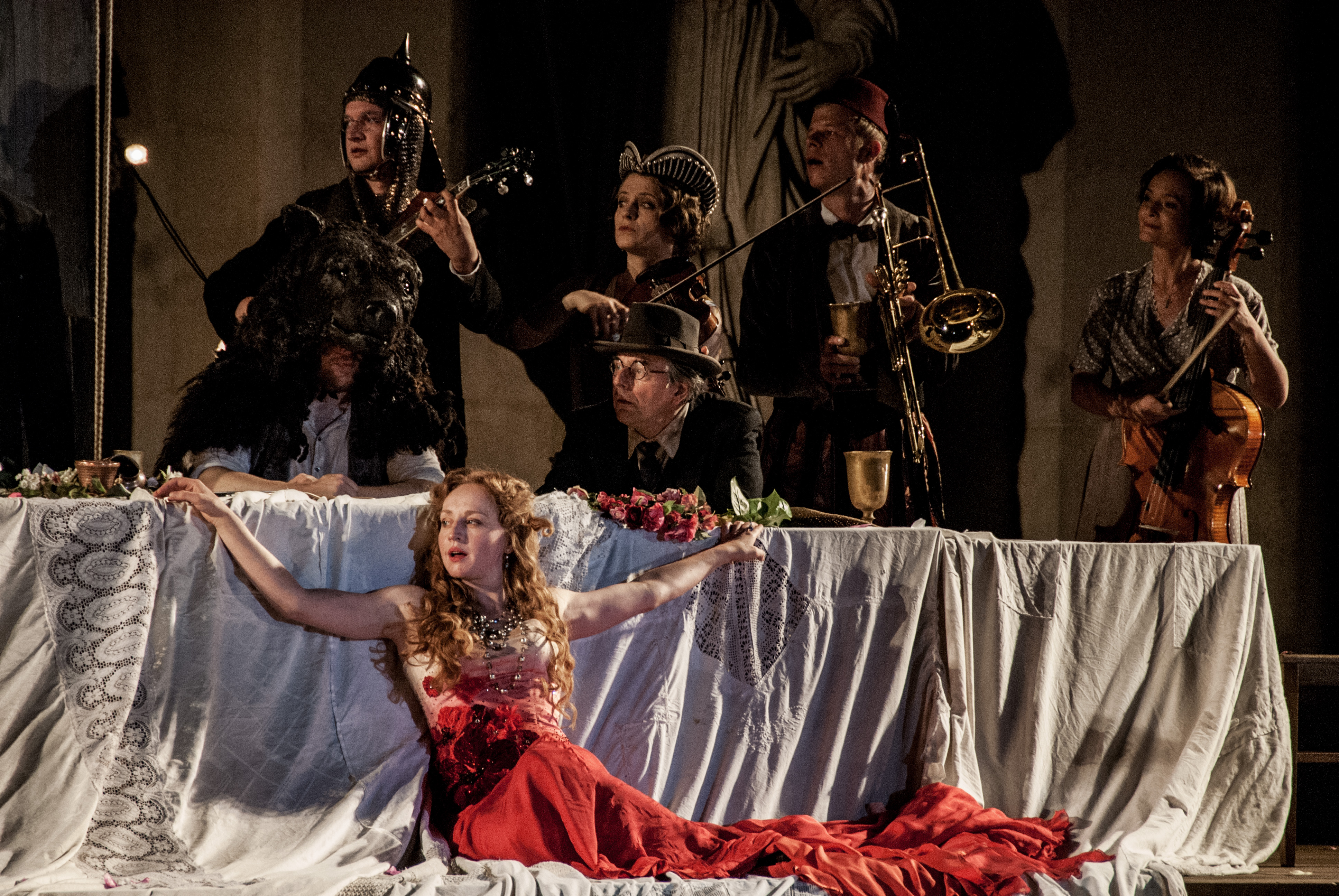
Tischgesellschaft mit Brigitte Hobmeier als Buhlschaft, Salzburger Festspiele 2014

Kaum hat ihn seine Mutter verlassen, kommt ihm seine Buhlschaft entgegen, um ihn zu dem für ihn vorbereiteten Fest abzuholen. Auf dem Feste jedoch fühlt sich Jedermann schwach und krank und hat seltsame Erscheinungen. Keiner kann das Glockenläuten hören, das Jedermann hört. Als er plötzlich sagt, er höre jemanden seinen Namen rufen, denken sie, dass er Fieber habe. Doch Jedermann hat es mit der grausamen Wirklichkeit zu tun. Als er sich umblickt, steht ein ihm unbekannter Mann hinter ihm, der sich als Tod zu erkennen gibt und ihn auffordert, sich für den letzten Weg bereit zu machen. Erst jetzt wird Jedermann sein schlechter Charakter bewusst, und er fleht den Tod an, ihm nur eine kurze Frist zu gewähren, damit er sich einen Freund suchen kann, der mit ihm vor das Gericht Gottes tritt. Nach langem Bitten gewährt der Tod ihm eine Frist von einer Stunde.
Zuerst fragt er seinen guten Freund, den Gesellen, ob er ihm nicht einen Gefallen tun will, denn er muss eine weite Reise antreten. Der Gesell ist bereit, ihm jeden Gefallen zu tun, doch als er hört, dass er ihn vor das göttliche Gericht begleiten soll, weigert er sich. Kaum anders handeln die beiden Vettern Jedermanns und deren Bedienstete (Knechte). Da er sich nun von allen verlassen fühlt, will er wenigstens sein Geld in die Ewigkeit mitnehmen. Aber aus seiner Geldtruhe kommt Mammon und erklärt sich nicht bereit, mit ihm zu gehen.
Nun ist Jedermann völlig einsam und der Verzweiflung nahe. Da hört er aus dem Hintergrund eine leise Stimme, die seinen Namen ruft. Als er sich umdreht, sieht er eine gebrechliche Frau, die ihm sagt, dass sie seine „guten Taten“ sei und ihn gern ins Jenseits begleiten will. Sie ist aber zu schwach, da er sie immer so vernachlässigt hat. Sie ist aber bereit, ihre Schwester, den Glauben, darum zu bitten.
Der Glaube weist Jedermann nun auf die unendliche Liebe Gottes hin und rät ihm, den Herrn um Gnade zu bitten. Jedermann ergreift die letzte Hoffnung auf Rettung und versucht nach Jahren der Ungläubigkeit, wieder zu Gott zu finden, wobei ihm ein Mönch hilft.
Inzwischen kommt der Teufel, um die schuldbeladene Seele Jedermanns, derer er sich ganz sicher ist, zu holen und mit ihr zur Hölle zu fahren, doch er muss zu seinem Verdruss sehen, dass sie ihm durch die Gnade Gottes entrissen wurde.
Des Teufels letzte Worte, nachdem er den Jedermann nicht bekommen hat:
Die Welt ist dumm, gemein und schlecht
Und geht Gewalt allzeit vor Recht,
Ist einer redlich, treu und klug,
Ihn meistern Arglist und Betrug. (Geht ab.)
Wenig später kehrt Jedermann völlig gereinigt zurück und kann nun mit ruhigem Gewissen in Begleitung des Glaubens und der guten Werke vor Gottes Richterstuhl treten.

## Entstehung

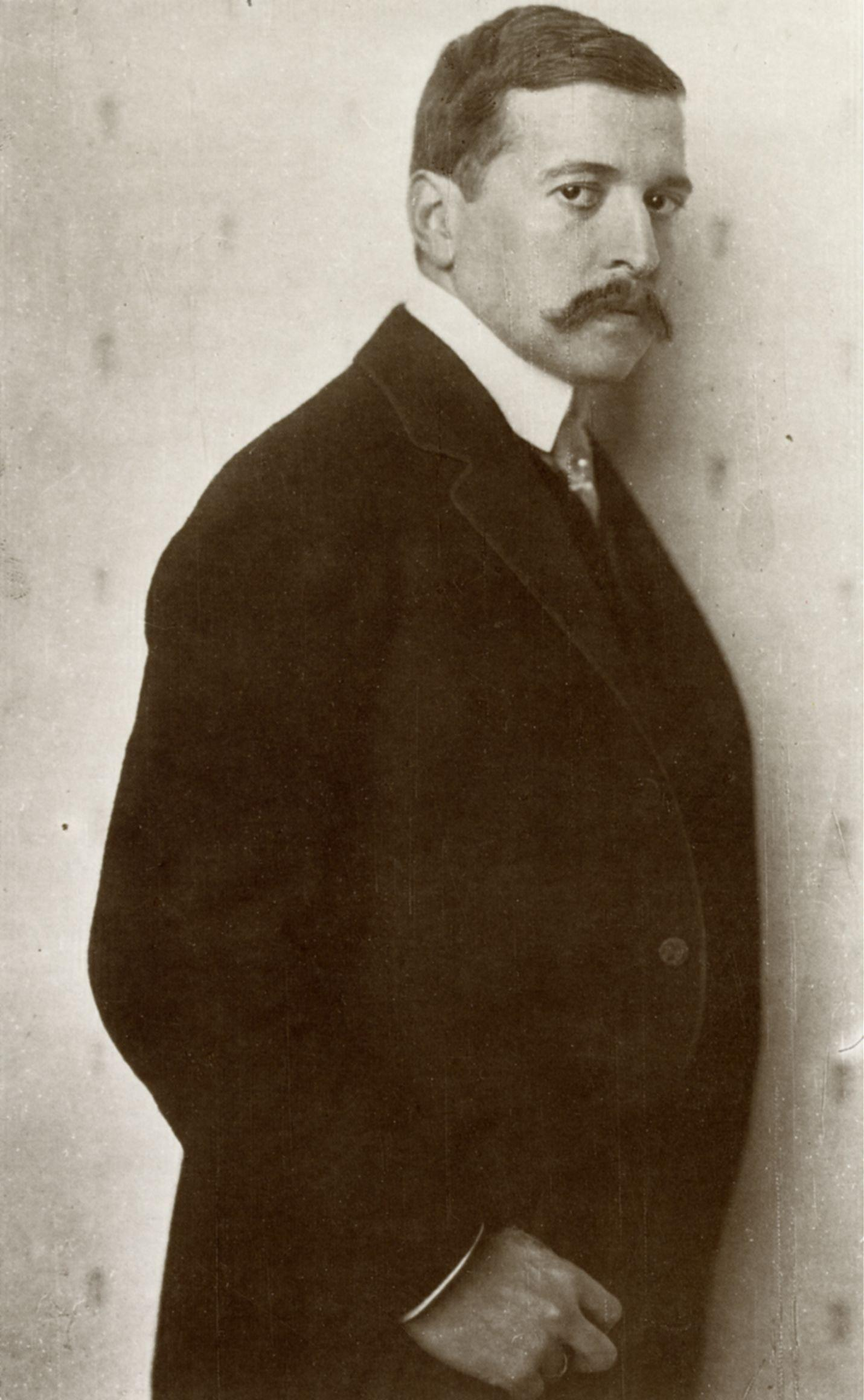
Hofmannsthal, 1910

Ein englisches Mysterienspiel diente Hofmannsthal als Vorlage: Everyman. A Morality Play, gedruckt in London im zweiten Jahrzehnt des 16. Jahrhunderts. Er übernahm auch Elemente aus der Comedi vom sterbend reichen Menschen von Hans Sachs sowie Lieder des mittelalterlichen Minnesangs von Burkart von Hohenfels. In der Szene der Mutter ist das Gedicht Kein Ding hilft für den zeitling Tod von Albrecht Dürer eingewoben. Weitere Vorbilder waren nach Hofmannsthals eigenen Angaben Grimms Märchen, Johannes Strickers De düdesche Schlömer in der Zusammenfassung von Karl Goedeke (in Every-Man. Homulus und Hekastus, Hannover 1865), Pedro Calderón de la Barcas Das Nachtmahl des Balthasar und Robert Burtons Die Anatomie der Schwermut.
Charakteristikum des Mysterienspiels des späten Mittelalters ist es, dass nicht Individuen auftreten, sondern Personifikationen: etwa der Sensenmann, der Mammon (Geld), der Glaube. Die Handlung des Mysterienspiels ist demnach eine Allegorie des christlichen Weltgefüges, vor dem sich der Mensch – „jedermann“ – verantworten muss. Der Jedermann-Stoff gelangte in Salzburg auf der Bühne der Benediktineruniversität bereits 1632 zur Aufführung. Das Theaterstück mit dem Titel Anastasius fortunae pila, terrae piaculum, orci monstrum – „Anastasius, Spielball des Glücks, Opfer der Welt, Schaubild der Hölle“ wurde vom Benediktinerpater Thomas Weiss († 1651) verfasst; in der Titelrolle glänzte der Universitätspedell Wolfgang Braumiller (1600–1683), ein barocker Schauspielstar.
Hofmannsthals Drama ist vollständig in Versen gehalten; das Versmaß ist durch die nicht immer gleiche Zahl von unbetonten Silben dem Knittelvers ähnlich, der für die mittelhochdeutsche und frühneuhochdeutsche Dichtung typisch ist. Die Sprache hat insgesamt eine mittelhochdeutsche Färbung. Man kann annehmen, dass Hofmannsthal hier, wie im fast zeitgleich entstandenen Rosenkavalier eine Art „imaginäre Sprache“ schaffen wollte, die eine bestimmte Stimmung der Vergangenheit heraufbeschwört, ohne diese historisch rekonstruieren zu wollen. Selbst die Bühne der ersten Inszenierung, ein einfaches dreistöckiges Gerüst, war angelehnt an die altenglische Bühne.
Vielmehr ging es Hofmannsthal darum, ein „Zeitstück“ zu schaffen, in dem die Gegenwart in der Vergangenheit sichtbar wird. Die Wiederbelebung des Mysterienspiels war ein außergewöhnlicher Versuch, das Theater zu erneuern. Er entschied sich für die Allegorie als Stilmittel, weil es „in der Idee des Dramas“ sei, „das zerfließende Weltwesen in solcher Art zu festen Gegensätzen zu verdichten“ (1911). Damit wird die Allegorie zum zeitgemäßen Mittel, die wirre Welt der Gegenwart überhaupt erst wieder begreifbar zu machen.

## Frühere Fassungen

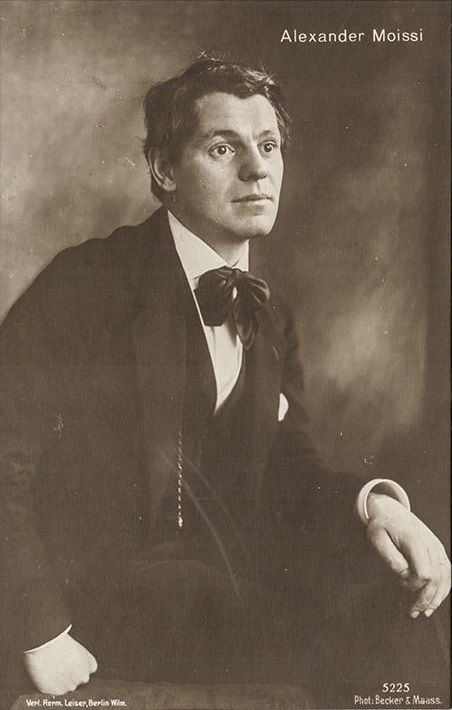
Alexander Moissi, erster Jedermann in Berlin (1911) und in Salzburg (1920)

Das Projekt Jedermann zog sich über acht Jahre hin. Mit den ersten Entwürfen begann Hofmannsthal im April 1903. Eine frühe Fassung des Stoffs von 1905 ist erhalten; sie unterscheidet sich jedoch sehr stark von dem späteren Stück. Beendet wurde es erst im September 1911. Hofmannsthal schreibt, er habe den Stoff über Jahre hinweg mit sich herumgetragen; schließlich habe der Wunsch gesiegt, dem alten Stoff Gerechtigkeit widerfahren zu lassen, ihn „gewähren lassen ohne Einmischung, wiederherstellen ohne Willkür“ (1911).
Die von 1905 erhaltene Fassung ist nicht in Reimen gehalten, sondern in Prosadialogen; auch die Sprache ist noch nicht altertümelnd; die Dialoge noch im hohen Ton von Hofmannsthals Frühwerk gehalten. Der Schauplatz des Spiels ist genau angegeben: „Ein Garten bei Wien“. Jedermann ist gezeichnet als „ein reicher Hausbesitzer“, der Mammon als sein Bediensteter. Das Fragment besteht aus vier Dialogen, die Jedermann mit dem Mammon, dem Tod; der Verwandtschaft und dem Freund führt.
Das Fragment scheint sehr dicht Hofmannsthals eigene biographische Situation zu reflektieren. Im Sommer 1901 hatte er geheiratet und mit seiner Frau ein Haus bezogen. Finanziell war er durch das Vermögen seines Vaters unabhängig. Der erste Dialog zwischen Jedermann und dem Mammon lässt das Herrschaftsverhältnis zwischen beiden hervortreten. Jedermann hadert mit dem Mammon, seinem Knecht, dessen Dienstfertigkeit ihm unerträglich ist.

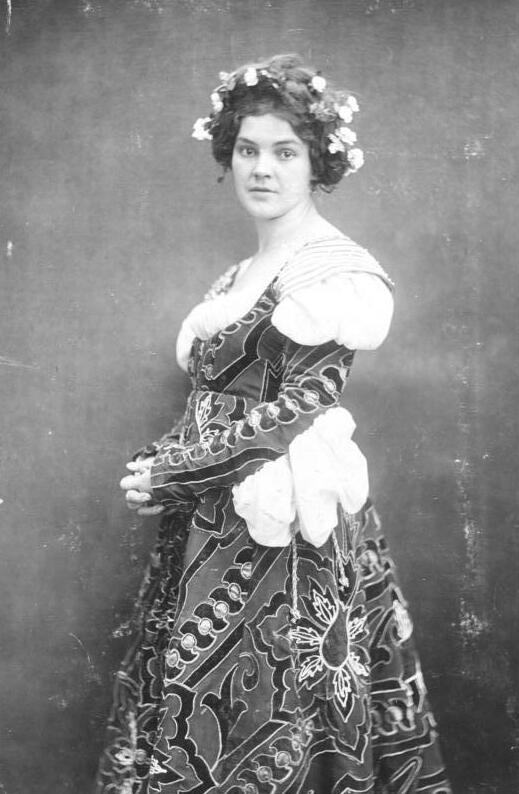
Leopoldine Konstantin als Buhlschaft, Berlin 1912

Zentral ist auch Jedermanns innerer Konflikt zwischen unstillbarem Lebensdurst und unausweichlicher Vergänglichkeit: „Es ist eine wütende Qual: Ich bin da, ich einzelnes Leben, und da ist die Welt, funkelt herauf durch die Stämme, Tal an Tal. Nicht auszuschöpfen! Und ich, ich schwinde hin, ich bin schon halb dahin!“ Als der Tod ihn holen will, bittet Jedermann um weitere Lebenszeit, jedoch nicht wie in der späteren Fassung, um Begleitung für den Gang vor seinen Schöpfer zu finden, sondern um sich, wie der Tod ihm aufträgt, zu „trösten“, um „Jedermann und mein Gesicht ertragen lernen“.
Deutlich ist der Bezug zum Tod von Hofmannsthals Mutter im Jahr 1904. Ihr gilt der Selbstzweifel des autobiographischen Jedermann/Hofmannsthal: er erinnert sich daran, am Sterbebett der Mutter in ihren Augen eine „angstvolle, antwortlose Frage“ gelesen zu haben, die ihm gegolten habe – doch er sei aus dem Zimmer gegangen. „(I)ch muß doch im Stande gewesen sein zu verstehen, was ihre Augen vor dem Sterben sagen wollten. – Wenn ich es nicht verstanden habe – für was leben wir denn dann – für was haben wir dann Augen im Kopf und einen Mund und eine Zunge und ein Gehirn und Gedanken und Gefühle?“
Der Dialog mit dem Freund spielt mit Sicherheit auf die Freundschaft mit Stefan George an, die zu diesem Zeitpunkt bereits fast zerstört war. Er beginnt als nostalgische gemeinsame Erinnerung an „die Pracht unserer Jugend“. Nun sei es an der Zeit, die „üppigen Träume“ der Jugend wahrzumachen; der Dialog endet mit dem Bruch der Freundschaft. Ein Jahr später, im März 1906, sollten Hofmannsthal und George tatsächlich ihre 15 Jahre andauernde Freundschaft beenden.

## „Jedermann“ bei den Salzburger Festspielen

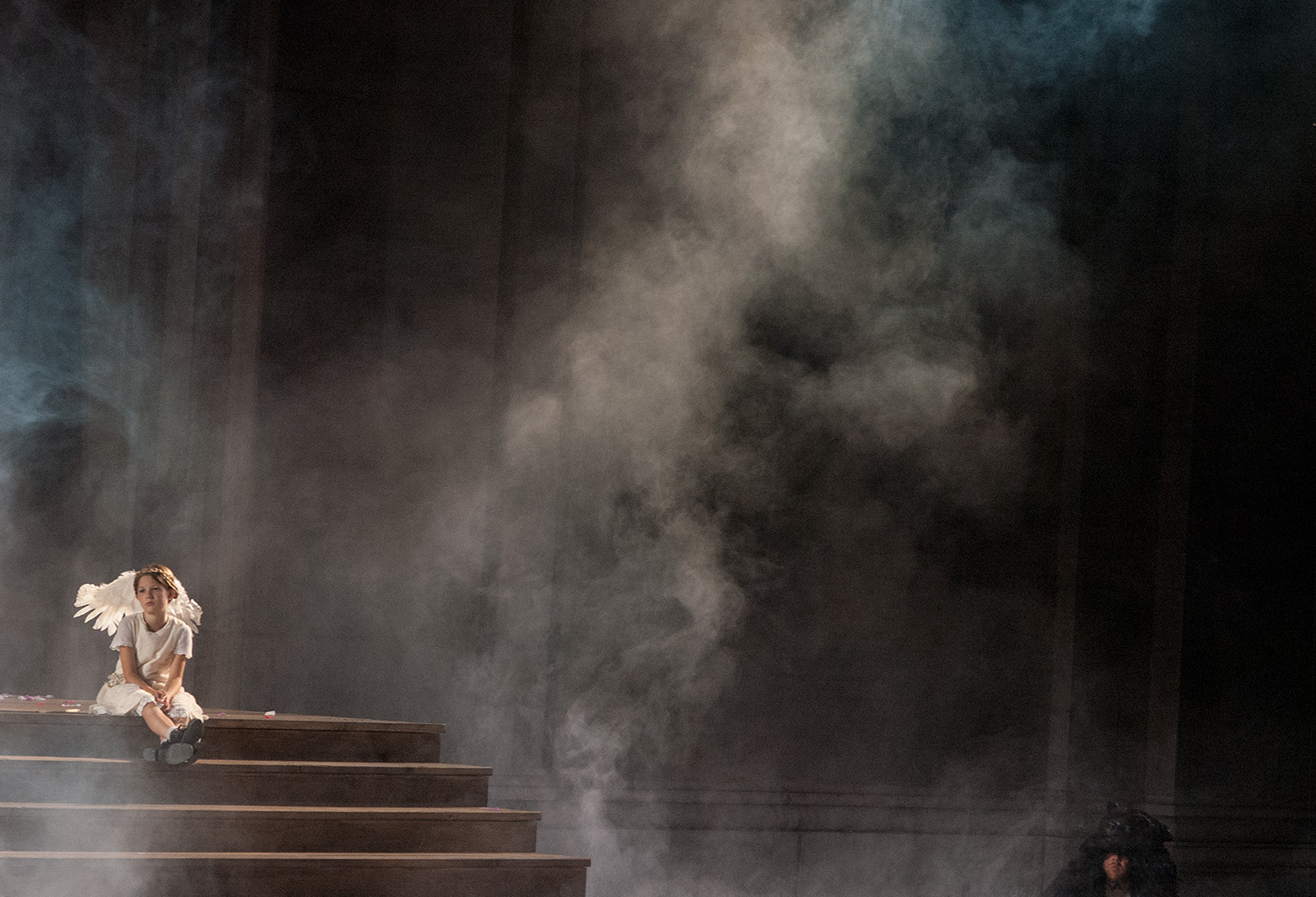
Engel, Salzburger Festspiele 2014

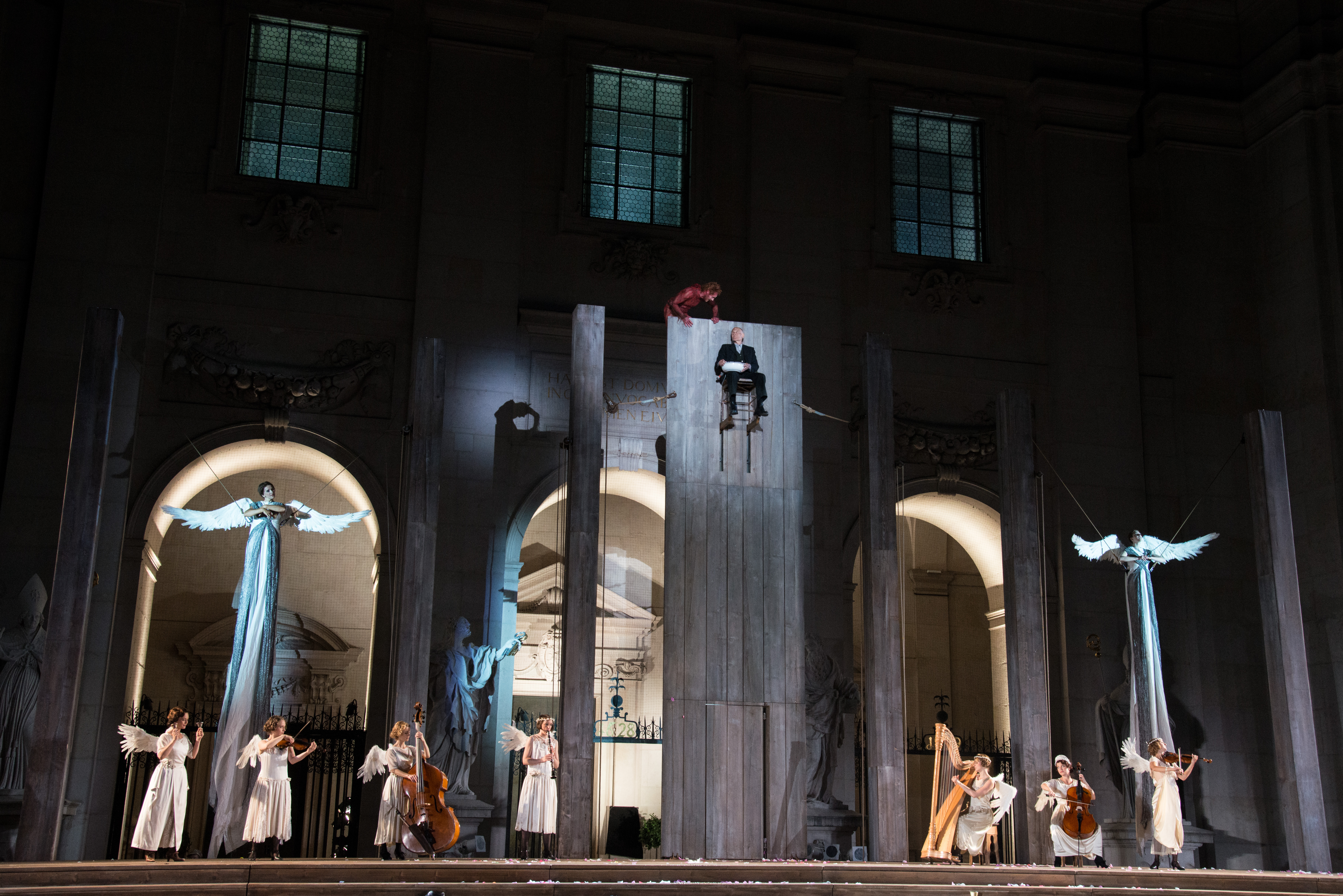
Besprechung Teufel und Glauben

Premiere hatte der Jedermann bei den Salzburger Festspielen am 22. August 1920 in der Inszenierung von Max Reinhardt. Reinhardts Idee war es, das Stück auf dem Platz vor dem Salzburger Dom aufzuführen, wo es nach Hofmannsthal seinen „selbstverständlichen Platz“ gefunden zu haben schien. Mittelalter und Barockzeit, Kirche und Friedhof, Mönche und Musikanten schienen hier in der Gegenwart präsent:

„Wie ein Selbstverständliches wirkten die marmornen fünf Meter hohen Heiligen, zwischen denen die Schauspieler hervortraten und wieder verschwanden, wie ein Selbstverständliches die Rufe ‚Jedermann‘ von den Türmen der nahen Kirche, von der Festung (Hohensalzburg) herab, vom Petersfriedhof herüber, wie ein Selbstverständliches das Dröhnen der großen Glocken zum Ende des Spiels, das Hineinschreiten der sechs Engel ins dämmernde Portal, die Franziskanermönche, die von ihrem Turm herunter zusahen, die Kleriker in den hundert Fenstern des Petersstiftes, wie ein Selbstverständliches das Sinnbildliche, das Tragische, das Lustige, die Musik.“

Bei schlechtem Wetter weicht die Aufführung aus in das Große Festspielhaus, wo zwar deutlich bessere akustische Bedingungen herrschen, aber das Stück nach Ansicht vieler Beobachter viel von seiner Wirkung verliert.
Bis 2001 hielten sich die Inszenierungen der verschiedenen Regisseure – siehe unten – an das ursprüngliche Konzept Reinhardts, nur Leopold Lindtberg wich deutlich davon ab. Von 2002 bis 2012 wurde der Jedermann in einer modernisierten Inszenierung von Christian Stückl gezeigt, erst mit Peter Simonischek in der Titelrolle, dann mit Nicholas Ofczarek. Es war auch Stückl, der ab 2003 auch abendliche Vorstellungen mit künstlichem Licht ansetzte. Am 5. August 2003 fand die 500. Vorstellung des Jedermann im Rahmen der Salzburger Festspiele statt. Seit 2013 gibt es vor jeder Vorführung einen Umzug vom Festspielhaus zum Domplatz.
Die Titelrolle des Jedermann gilt in der Theaterwelt als eine Ehre, die nur den berühmtesten Theaterschauspielern zuteilwird. Auch die übrigen Rollen des Stücks, zumal jene der Buhlschaft, werden traditionell hochkarätig besetzt. Den Jedermann spielten bei den Salzburger Festspielen:
- Alexander Moissi (1920, 1921, 1926–1931)
- Paul Hartmann (1932–1934)
- Attila Hörbiger (1935–1937, 1947–1951)
- Ewald Balser (1946)
- Will Quadflieg (1952–1959)
- Walther Reyer (1960–1968)
- Ernst Schröder (1969–1972)
- Curd Jürgens (1973–1977)
- Maximilian Schell (1978–1982)
- Klaus Maria Brandauer (1983–1989)
- Helmuth Lohner (1990–1994)
- Gert Voss (1995–1998)
- Ulrich Tukur (1999–2001)
- Peter Simonischek (2002–2009)
- Nicholas Ofczarek (2010–2012)
- Cornelius Obonya (2013–2016)[3]
- Tobias Moretti (2017–2020)
- Philipp Hochmair (2018 [eingesprungen für den erkrankten Moretti])[4]
- Lars Eidinger (2021–2022)[5][6]
- Michael Maertens (2023)
- Philipp Hochmair (2024, 2025)

Als Buhlschaft waren in Salzburg zu sehen:
- Johanna Terwin (1920, 1921)
- Dagny Servaes (1926–1937)
- Grete Zimmer (1946)
- Elfe Gerhart (1947)
- Maria Becker (1948, 1949)
- Judith Holzmeister (1950, 1951)
- Lola Müthel (1952)
- Heidemarie Hatheyer (1953–1955)
- Martha Wallner (1956–1959)
- Sigrid Marquardt (1960)
- Ellen Schwiers (1961, 1962)
- Maria Emo (1963)
- Anna Smolik (1964)
- Eva Kerbler (1965, 1966)
- Nadja Tiller (1967, 1968)
- Christiane Hörbiger (1969–1972, 1974 [eingesprungen für die erkrankte Senta Berger])
- Nicole Heesters (1973)
- Senta Berger (1974 [nur die letzte Vorstellung am 25. August], 1975–1978, 1980–1982)
- Christine Buchegger (1979)
- Marthe Keller (1983–1986)
- Elisabeth Trissenaar (1987–1989)
- Sunnyi Melles (1990–1993)
- Maddalena Crippa (1994–1997)
- Sophie Rois (1998)
- Dörte Lyssewski (1999–2001)
- Veronica Ferres (2002–2004)
- Nina Hoss (2005, 2006)
- Marie Bäumer (2007)
- Sophie von Kessel (2008, 2009)
- Birgit Minichmayr (2010–2012)
- Brigitte Hobmeier (2013–2015)
- Miriam Fussenegger (2016)[3]
- Stefanie Reinsperger (2017, 2018)
- Valery Tscheplanowa (2019)[7]
- Caroline Peters (2020)[8]
- Verena Altenberger (2021–2022)[5][6]
- Valerie Pachner (2023)
- Deleila Piasko (2024, 2025)

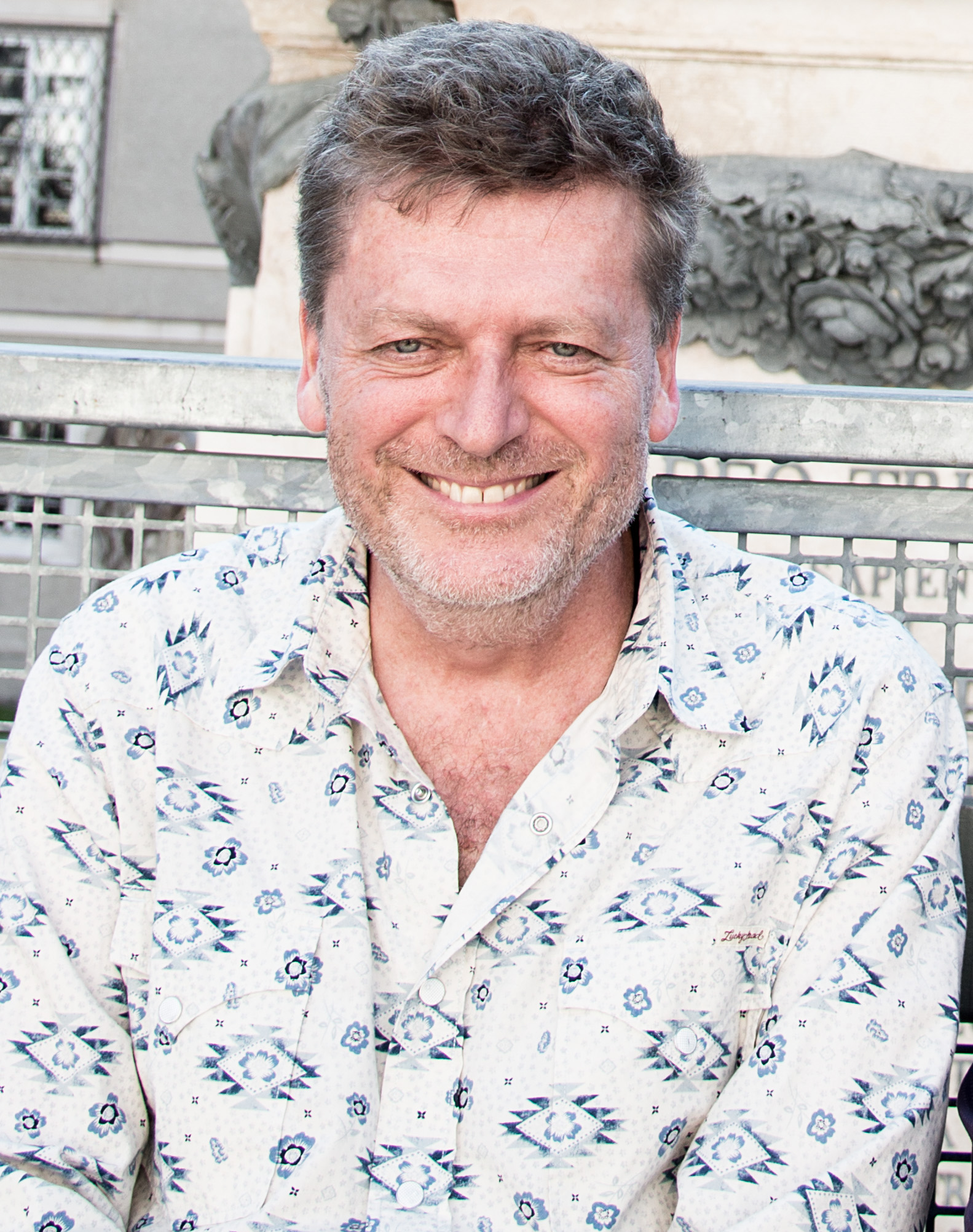
Brian Mertes

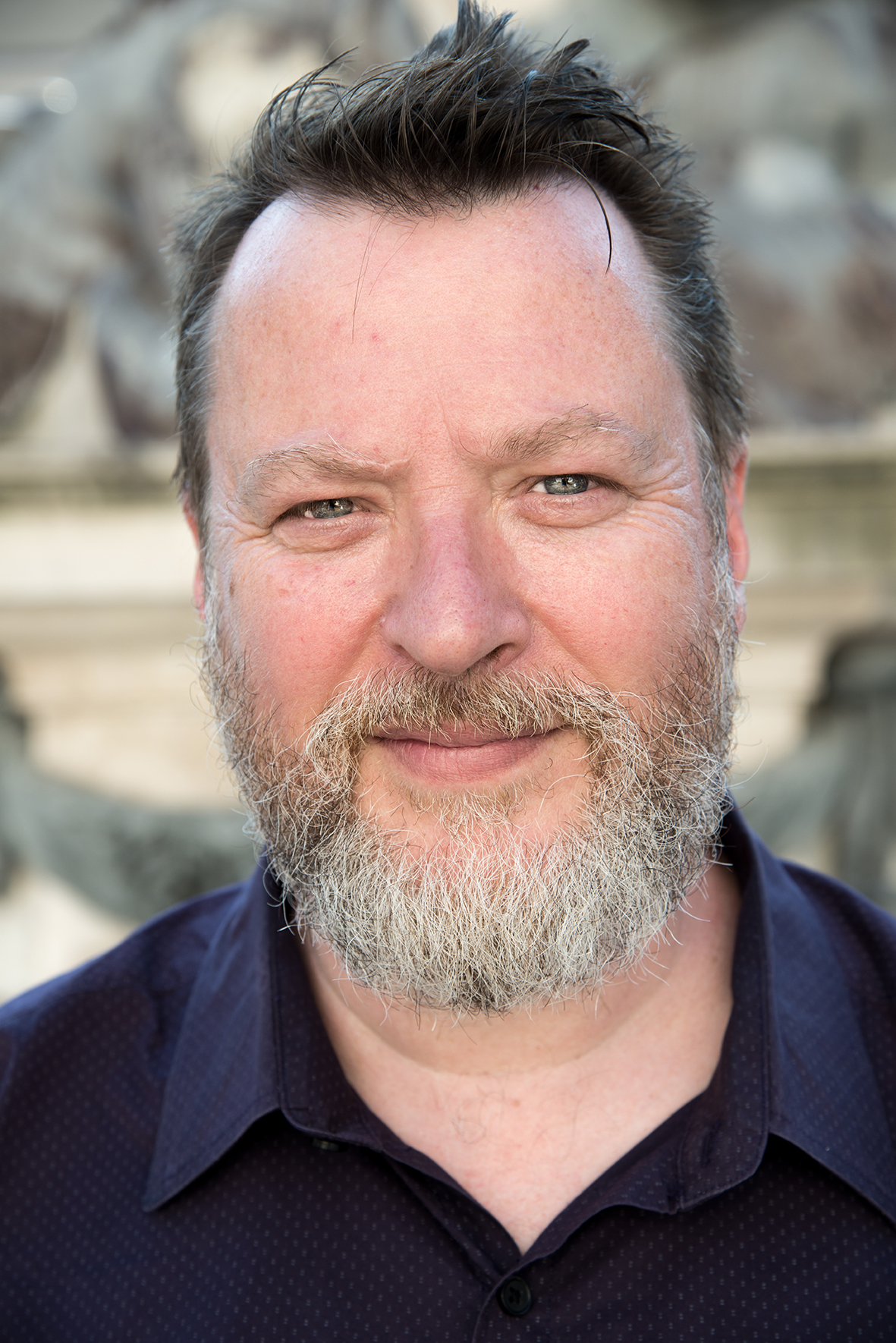
Julian Crouch

Die Regisseure des Salzburger Jedermann:
- Max Reinhardt (1920, 1921, 1926–1937)
- Heinz Hilpert (1946)
- Helene Thimig (1947–1951, 1963–1968)
- Ernst Lothar (1952–1959)
- William Dieterle (1960)
- Gottfried Reinhardt (1961, 1962)
- Leopold Lindtberg (1969–1972)
- Ernst Haeusserman (1969–1983)
- Gernot Friedel (1984–2001)
- Christian Stückl (2002–2004, 2007–2012)
  - Martin Kušej (2005) und Henning Bock (2005, 2006), Leitung der Wiederaufnahme der Inszenierung von Stückl
- Brian Mertes und Julian Crouch (auch Bühne)[9] (2013–2016)[10]
- Michael Sturminger (2017–2020, 2021–2023)[11]
- Robert Carsen (2024, 2025)[12]

## Weitere „Jedermann“-Aufführungen
Seit 1922 wird der Jedermann in Mondsee im Juli und August aufgeführt. Es handelt sich dabei um die Mundartversion von Franz Löser. 
Die Löser-Fassung wird auch seit 1956 alle drei Jahre in Faistenau am Dorfplatz unter der 1000-jährigen Linde aufgeführt. Mehr als hundert Laiendarsteller wirken bei der Inszenierung mit, die jeweils am Freitag und Samstag im Juli und Anfang August gespielt wird. Veranstalter ist der Heimatverein „Zur Alten Linde“. Der besondere Reiz dieser ländlichen Theaterfassung liege, so der ORF, „in der Tradition und Volksnähe“.
Das Schauspielensemble am Eduard-von-Winterstein-Theater in Annaberg-Buchholz führt seit 2011 den Jedermann, ausgenommen 2017, jeden Sommer vor der St. Annenkirche auf. Jedermann wird von Nenad Žanić gespielt, der bis dato mit 11 Jahren der längstdienende Jedermann-Darsteller ist (2011-2016, 2018-2022).
2014 hat auch Wismar seinen Jedermann bekommen. Das Stück soll künftig alljährlich im Sommer in der Kirche St. Georgen aufgeführt werden. Im Gründungsjahr spielten Sascha Gluth die Titelrolle, Charlotte Sieglin die Buhlschaft, Achim Wolff den Tod und Andreas Conrad den Mammon. In der Saison 2015 waren in den Hauptrollen erneut Sascha Gluth und Charlotte Sieglin, Andreas Conrad  und Robert Glatzeder (Teufel) zu sehen, neu hingegen war Reinhard von Hacht in der Rolle des Tod. Regie führte Holger Mahlich.
2014 spielte der Berliner Schauspieler Claudio Maniscalco den Jedermann bei den Sommerfestspielen der Clingenburg in Klingenberg am Main.
Am 3. September 2021 fand unter dem Titel frauJEDERmann die Premiere einer Jedermann-Aufführung an der „Geburtsstätte“ des Textes in Rodaun statt (Wiederaufnahme 2022). Im Schatten der Bergkirche Rodaun hat Hugo von Hofmannsthal in seinem Garten-Salettl immer wieder an dem Text gearbeitet. In Rodaun wurde daher sein Originaltext gespielt. Allerdings ist in der modernen Inszenierung von Regisseur Marcus Marschalek Jedermann im Jahr 2021 Frau Jedermann und die Buhlschaft ein Buhler.
Im Jahr 2022 fanden in Beelitz zum ersten Mal die Jedermann-Festspiele statt. Unter der Regie von Nicolai Tegeler spielte Julian Weigend die Titelrolle. Tegeler hatte den Jedermann schon in den Jahren davor mehrmals in Potsdam produziert und nun im Rahmen der Landesgartenschau 2022 in Beelitz einen neuen Ort dafür gefunden. Diese Produktion wurde 2025 in Bayreuth, Regensburg und Weimar gezeigt.
Auch von einer Reihe weiterer Bühnen und Amateurtheatergruppen wird der Jedermann aufgeführt, zum Teil in Dialektbearbeitungen.

## Historische Produktionen

Maria Becker inszeniert Jedermann in Zürich, 1954

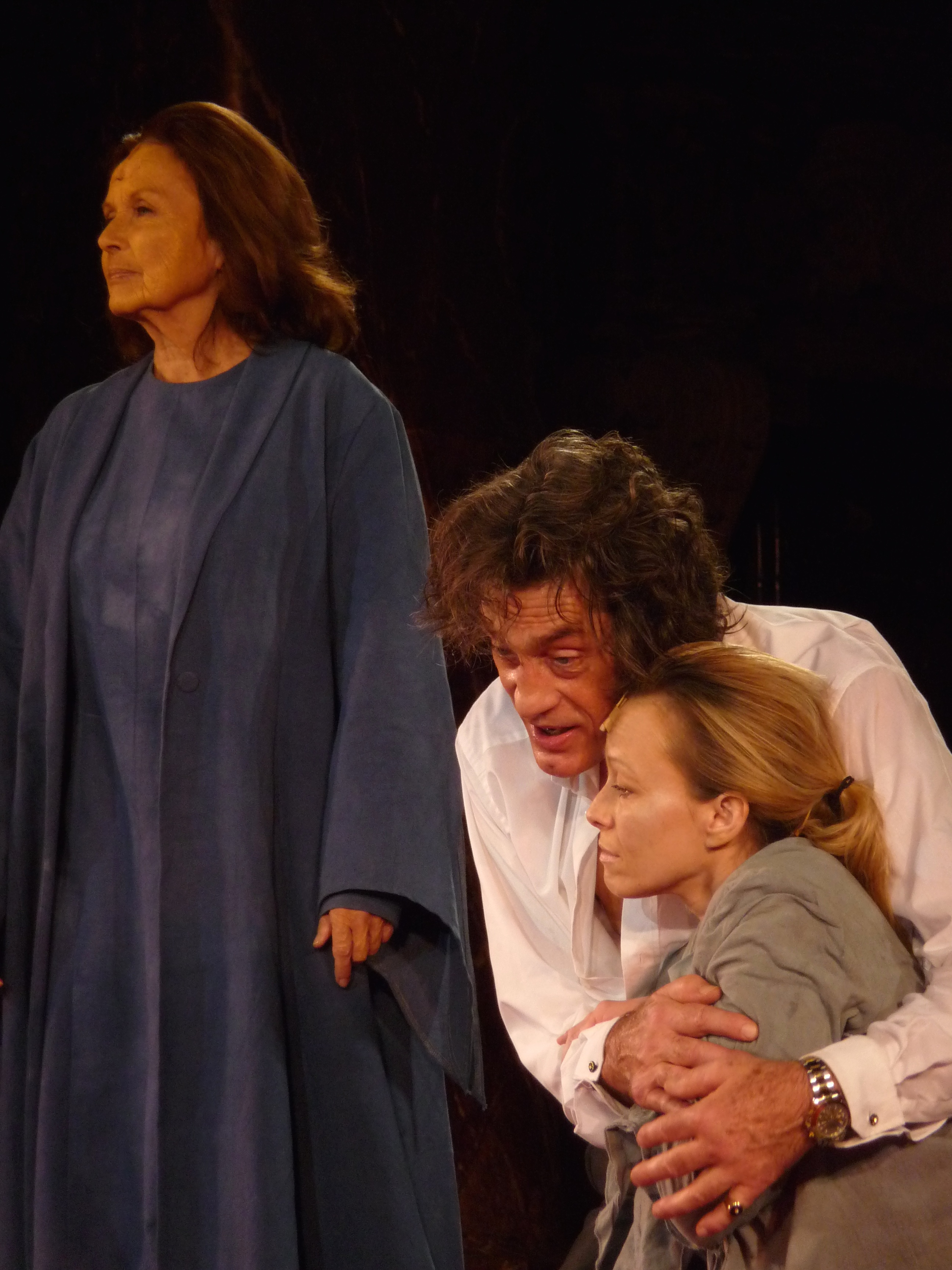
Jedermann im Berliner Dom mit Brigitte Grothum, Winfried Glatzeder und Debora Weigert, Oktober 2010

Von 1925 bis 1969 wurde bis auf wenige Ausnahmen Jedermann bei den Freilichtspielen Schwäbisch Hall aufgeführt, die bis zum Zweiten Weltkrieg auch Jedermann-Festspiele genannt wurden. Seither wird das Stück noch in den Jubiläumsjahren der Festspiele gespielt, so zur 850-Jahr-Feier der Stadt im Jahr 2006, mit einer Wiederaufnahme im Folgejahr. 2019 fand eine Neuinszenierung unter Christian Doll statt, die 2020 wieder aufgenommen wurde. Im Jahr 2025, dem Jubiläumsjahr der Freilichtspiele Schwäbisch Hall, ist das Stück unter der Regie von Philipp Moschitz zu sehen.
Im August 1954 inszenierte Maria Becker Jedermann als Freilichtaufführung auf dem Kirchplatz St. Peter in Zürich.
In Berlin gab es von 1987 bis 2014 die jährlichen Berliner Jedermann-Festspiele. Die Inszenierungen leitete Brigitte Grothum, sie übernahm auch in allen Aufführungen die Rolle des Glaubens. Spielstätte war zuerst die Kreuzberger Südsternkirche, später die Marienkirche, aber auch die Gethsemanekirche und die Kaiser-Wilhelm-Gedächtnis-Kirche. 1993 inszenierte Brigitte Grothum das Mysterienspiel mit Musik von Johann Bach neu. Seither war der Berliner Dom die Spielstätte. Den Jedermann spielten unter anderem Travestiestar Georg Preuße alias „Mary“, Winfried Glatzeder, Rüdiger Joswig und Francis Fulton-Smith, die Rolle der Buhlschaft übernahmen Mariella Ahrens (2008), die frühere Eiskunstläuferin Katarina Witt (2009), Eva Habermann (2010), sowie die Fernsehstars Barbara Wussow (2012) und Jeanette Biedermann (2013). Weitere namhafte Darsteller waren Herbert Feuerstein in der Rolle des Teufels, Achim Wolff als Tod oder Ilja Richter als Mammon.
Die Jedermann-Inszenierung der Hinterwinkler Kulturbühne von Peter Willy Willmann war ab den 1990er Jahren in Österreich und Deutschland an verschiedenen Orten zu sehen, etwa neun Sommer lang im Brunnenhof der Münchner Residenz, 2004 und 2011 bei den Thurn und Taxis Schlossfestspielen in Regensburg, 2005 beim Rheingau Musik Festival und 2007 bei den Mannheimer Schlossfestspielen. Willmann verwendete dabei eine eigene, gestraffte Textversion, spielte die Hauptrolle selbst und konnte zunehmend aus Film und Fernsehen bekannte Schauspieler für das Projekt gewinnen – wie Christine Neubauer als Buhlschaft und Hanna Schygulla, Lis Verhoeven oder Jutta Speidel als Mutter. Die Stimme Gottes wurde von Otto Sander gesprochen. Gespielt wurde in den historischen Kostümen der Salzburger Inszenierung von 1959. Peter Willy Willmann starb 2012.
Von 1994 bis 2018 wurde das Stück in einer Fassung von Michael Batz jeden Sommer in Hamburg im „Theater in der Speicherstadt“ aufgeführt. Seit 1999 spielt man das Stück alljährlich im Burghof der Festung Hohensalzburg, seit 2001 im Bamberger Dom.

## Bearbeitungen des „Jedermann“

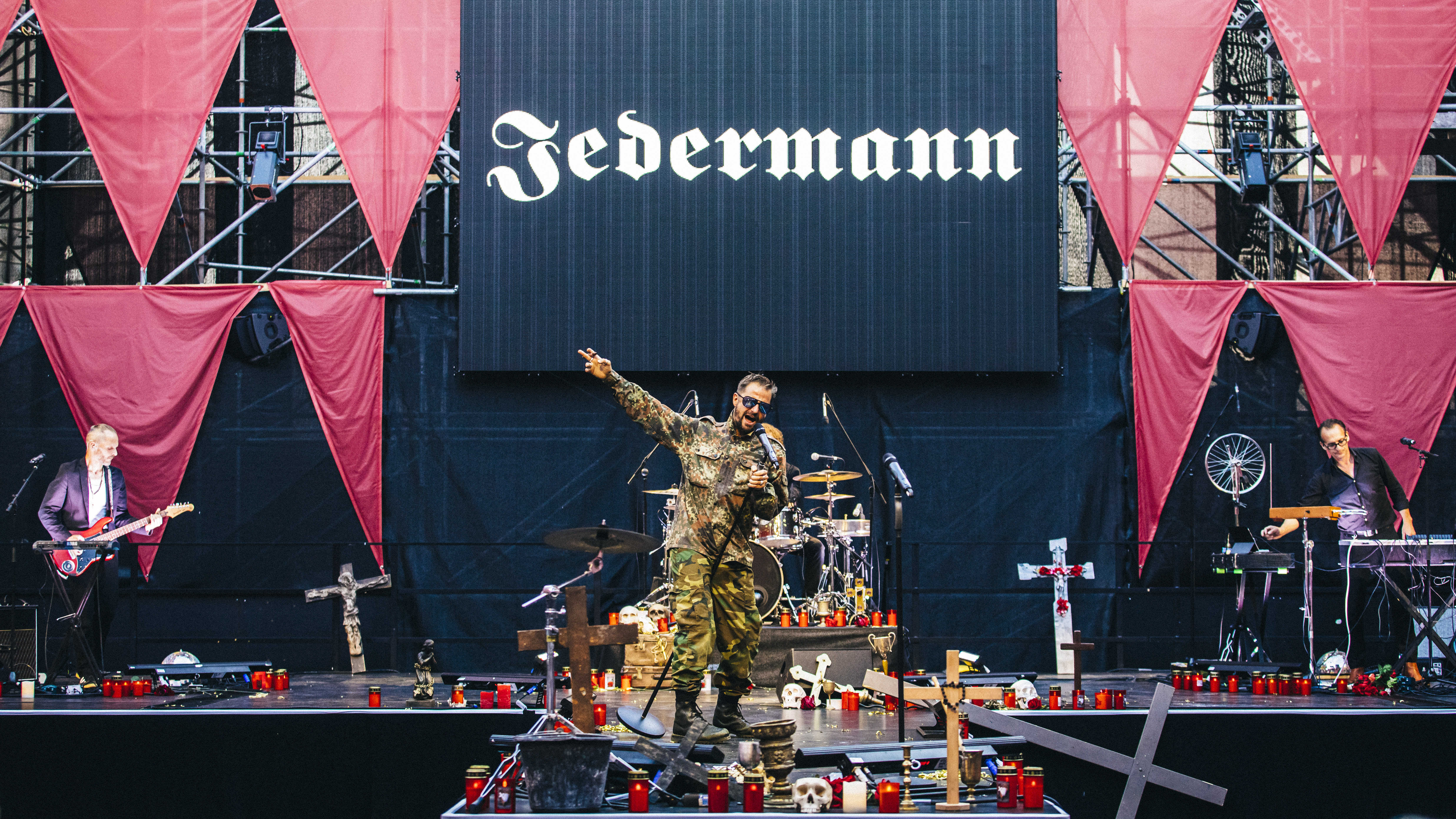
Jedermann Reloaded mit Philipp Hochmair & Die Elektrohand Gottes, Künstlerhaus Mousonturm, 2021

- Jedermann Reloaded mit Philipp Hochmair & Die Elektrohand Gottes, Künstlerhaus Mousonturm, 2021 Jedermann Zwoa.Null, Theaterstück von Florian Schmidt, uraufgeführt 2018, Neuburg a. D., Neuburger Volkstheater
- Frau Jedermann. Eine Inszenierung von Marcus Marschalek und dem Kulturverein Rodaun[25].
- Der Mondseer Jedermann von Franz Löser
- Ein Jedermann, Theaterstück von Felix Mitterer
- Jedermanns Fest, aktualisierende Verfilmung von Fritz Lehner
- Sechs Monologe aus Jedermann, Lieder des Komponisten Frank Martin
- Bühnenmusik des Komponisten Jean Sibelius
- Ene Mene Mu, Theaterstück von Raoul Biltgen
- Jedermann, Lied von Georg Ringsgwandl
- Der fränkische Jedermann von Fitzgerald Kusz
- Der bayrische Jedermann von Oskar Weber
- Der Nußlocher – Kurpfälzer Jedermann bearbeitet von Peter Nassauer aufgeführt 2009–2010 im Steinbruch in Nußloch als Freilichtaufführung.
- Jedermann von Werner Zwarte – frei nach v. Hofmannsthal[26]
- Der hessische Jedermann von Fitzgerald Kusz; vor dem Dom[27]
- Mitteldeutscher Jedermann von Bernd Kurt Goetz[28]
- Jedermann – Die Rockoper von Wolfgang Böhmer und Peter Lund, DomStufen-Festspiele in Erfurt 2014
- Der Petersdorfer Jedermann von Karl Leopold Schubert
- Jedermann Reloaded. Performance mit Philipp Hochmair & Die Elektrohand Gottes. Seit 2013 live und 2018 als Studioalbum erschienen.
- In Anspielung auf die Titelfigur wurde die deutschsprachige Übersetzung des Romans The Salzburg Connection (1968) von Helen MacInnes auch unter dem Titel In Salzburg stirbt nur Jedermann herausgebracht.
- Hellmuth Inderwies, Jedermann lebt. Eine fiktive Biographie in fünf Bildern. Norderstedt 2008, ISBN 978-3-8370-4184-2. Es handelt sich um ein Bühnenstück in 5 Akten in der Tradition des Jedermann-Stoffs auf der Basis der Brecht’schen Theatertheorie mit einer Einführung in die Stoffgeschichte.
- Der 1958 erschienene, von Gerhard Bronner verfasste und von Helmut Qualtinger gemeinsam mit dem Namenlosen Ensemble interpretierte Jedermann-Kalypso (musikalisch eine Coverversion des damals populären Banana Boat Song) kommentiert satirisch die Vermarktung des Jedermann und unveränderte Aufführung.
- Der bayerische Liedermacher Georg Ringsgwandl veröffentlichte auf seinem Album Das Letzte (1986) das Lied Jedermann, das heutige Zeitgenossen beschreibt, die charakterlich der Hofmannsthalschen Figur entsprechen.
- Der Tod, ein Lied der Gruppe Erste Allgemeine Verunsicherung aus dem Album Liebe, Tod und Teufel (1987), nimmt ebenfalls auf das Stück Bezug.

## 100 Jahre „Jedermann“ bei den Salzburger Festspielen
Am 22. August 2020 wurde das Jubiläum mit einem „Jedermann“-Tag und einer abendlichen Festaufführung mit Tobias Moretti in der Titelrolle gefeiert – wegen der Corona-Pandemie unter strikten Hygienebestimmungen. Österreichs Bundespräsident Alexander Van der Bellen und sein deutscher Amtskollege Bundespräsident Frank-Walter Steinmeier waren zu Gast.